# FX (internacional)
FX é uma marca usada por vários canais de televisão diferentes em todo o mundo, de propriedade da Disney International Operations, uma subsidiária da The Walt Disney Company. O FX foi originalmente estabelecido como um canal de televisão a cabo padrão ou premium nos Estados Unidos, mas se expandiu em todo o mundo.

## Canais atuais

### Canadá
Em 6 de agosto de 2011, a Rogers Sports & Media firmou um contrato de licenciamento com a FX Networks para lançar a FX Canada como um canal de televisão paga. A rede, lançada em 1 de novembro de 2011, apresenta uma mistura de séries originais do FX; adquiriu filmes e séries americanas; e programação canadense original e eventos esportivos (conforme exigido pelas regras de conteúdo canadense impostas pela Comissão de Radiodifusão e Telecomunicações Canadenses). A licença de transmissão da FX Canada exige que 15% de sua programação consista em conteúdo canadense em seu primeiro ano, 20% em seu segundo ano e 25% em seu terceiro ano.
Em 18 de maio de 2018, o Remstar Media Group firmou um contrato de licenciamento separado para transportar um bloco de programação da marca FX em francês no canal Max.
- FX
- FXX

### América Latina
- A FX Networks América Latina inclui o FX.

### Turquia
- O FX foi lançado na Turquia em 14 de abril de 2008 na plataforma digital D-Smart. Também está disponível nas plataformas digitais Teledünya e Tivibu.[2]

## Antigos canais

### Ásia
Em 2004, a Fox Networks Group Asia e a STAR TV (através de um acordo de distribuição) fizeram uma parceria para lançar o FX Asia. O canal é dividido em quatro serviços: um canal nacional distribuído em grande parte do continente e três canais regionais que atendem a Coréia do Sul e as Filipinas. O canal foi encerrado em 1 de outubro de 2021, com a maior parte de seu conteúdo sendo transferido para o hub de conteúdo Star no Disney+ (para Singapura, Filipinas, Hong Kong e Taiwan) e Disney+ Hotstar (para a região do Sudeste Asiático fora de Singapura e Filipinas).
- FX Southeast Asia
- FX Philippines

### Austrália
- FX foi um canal australiano lançado em 26 de fevereiro de 2012. Em 28 de fevereiro de 2018, a FX cessou a transmissão na Foxtel e todos os seus programas foram transferidos para o Fox Showcase.

### Grécia
- FX foi um canal grego lançado em 31 de dezembro de 2009. Em 1 de outubro de 2012, o canal foi substituído pela Fox.

### Índia
- FX foi um canal indiano operado de 2012 a 2017.

### Itália
- FX foi um canal italiano lançado em 21 de maio de 2006. Devido à baixa audiência, o canal foi fechado em 1 de julho de 2011.

### América Latina
- A FX Networks América Latina incluía o FXM, que foi encerrado em 1 de abril de 2022.[3]

### Oriente Médio
- FX foi lançado no Oriente Médio como um canal aberto junto com o restante dos canais da marca Fox (que incluem National Geographic, Nat Geo Wild, STAR Movies, Fox Movies, Fox Rewayat, Fox Family Movies , Fox Action Movies, STAR World, FOX, FX, Fox Life, Fox Crime, Channel V International e Baby TV).[4] Os canais posteriormente se tornaram criptografados em vez de gratuitos, como parte de beIN network. O canal foi encerrado em 1 de dezembro de 2022 junto com Fox Family Movies e Fox Crime.

### Portugal
- FX foi um canal português lançado em 2005. Em novembro de 2015, o canal foi rebatizado como Fox Comedy.

### África do Sul
- FX era um canal sul-africano de televisão por satélite, parte da oferta da StarSat em 1 de maio de 2010.[5] Foi fechado em 3 de outubro de 2016, juntamente com o Fox Crime, que fechou em 30 de setembro de 2016, para ser substituído pelo Fox Life[6]

### Reino Unido e Irlanda
- FX foi um canal britânico e irlandês lançado em 12 de janeiro de 2004. Em 2013, o canal foi rebatizado como Fox. Mais tarde, fechou em 1 de julho de 2021, com a maior parte de seu conteúdo sendo transferida para o hub de conteúdo Star no Disney+.